# Cylindroderus
Cylindroderus is een geslacht van kevers uit de familie  
kniptorren (Elateridae).
Het geslacht is voor het eerst wetenschappelijk beschreven in 1834 door Latreille.

## Soorten
Het geslacht omvat de volgende soorten:
- Cylindroderus brunneus Schwarz, 1901
- Cylindroderus chilensis Candèze, 1878
- Cylindroderus cribricollis Champion, 1896
- Cylindroderus femoratus Germar, 1824
- Cylindroderus femoratus (Germar, 1824)
- Cylindroderus inconditus Schwarz, 1901
- Cylindroderus indutus Candèze, 1863
- Cylindroderus limbatus Schwarz, 1902
- Cylindroderus lineatus Candèze, 1863
- Cylindroderus mexicanus Candèze, 1864
- Cylindroderus plagiatus Schwarz, 1906
- Cylindroderus relictus Candèze, 1863
- Cylindroderus stenoderus Candèze, 1863
- Cylindroderus testaceus Schwarz, 1902
- Cylindroderus vittatus Candèze, 1863
- Cylindroderus vulneratus Schwarz, 1906